# 大瀬良大地
大瀬良 大地（おおせら だいち、1991年6月17日 - ）は、長崎県大村市出身のプロ野球選手（投手）。右投右打。広島東洋カープ所属。

## 経歴

### プロ入り前
長崎県大村市生まれ。鹿児島県霧島市の霧島市立国分西小学校4年の時に国分西野球スポーツ少年団で野球を始める。中学生時代は霧島市立国分南中学校、その後中学3年生の時に転校した長崎県大村市の大村市立桜が原中学校で、ともに軟式野球部に所属していたが、小学校時代に野球肘で右肘を痛めたため、中学3年時に手術を行うまで左投げで試合に参加していた。

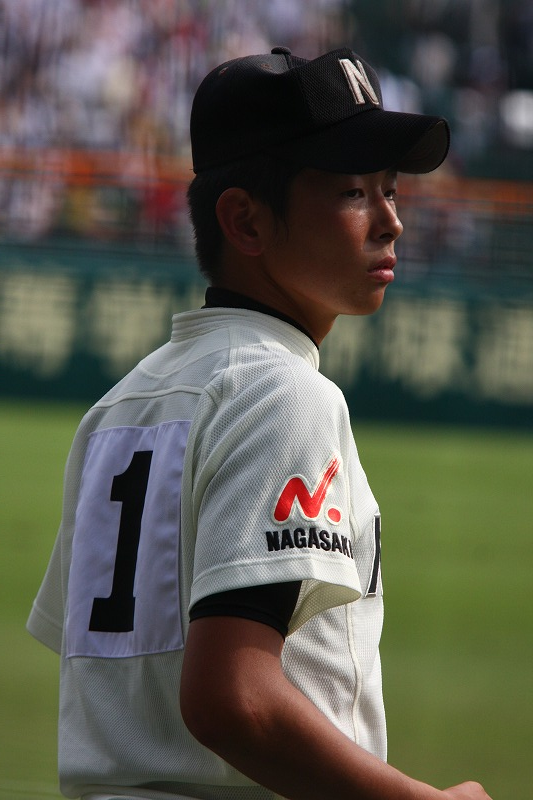
第91回全国高等学校野球選手権大会（2009年8月阪神甲子園球場 花巻東対長崎日大戦）

高校は長崎日本大学高等学校に進学。3年時夏の長崎大会準々決勝では、同年の選抜優勝校でもある清峰の、後にプロでチームメイトとなる今村猛と投げ合い、打線を4安打1失点に抑えて完投、試合は3-1で勝利した。決勝も創成館高等学校を下し第91回全国高等学校野球選手権大会に出場。1回戦で菊池雄星を擁する花巻東高等学校と対戦し、5回までを無失点に抑えるも、敗戦。卒業時には、プロ志望届は提出せずに大学進学を選んだ。進学先にはグラウンドや練習環境が一番よく分かっていたことと、新垣渚や馬原孝浩をプロに送りだした仲里清監督の指導が受けたいという理由で九州共立大学を選ぶ。
九州共立大学ではスポーツ学部に進学。入学時より体幹トレーニングに取り組み始め、2年ではピラティスを導入、3年あたりから本格的なウエイトトレーニングを開始し、細身だった身体は4年間で14kg増となった。
硬式野球部においては1年時より試合に出場。福岡六大学野球連盟の2010年春季リーグで、5勝を挙げ（5勝0敗）防御率1位（防御率0.63）のタイトルを獲得し、ベストナイン選出とチーム優勝に大きく貢献。秋季リーグでは新人賞表彰を受けた。
2年時の春季リーグで最優秀選手賞受賞、秋季リーグで防御率1位と最優秀選手賞受賞しベストナイン選出。この年は春秋ともに優勝。第60回全日本大学野球選手権記念大会ではベスト4。7月に米国で開催された第38回日米大学野球選手権大会の大学日本代表メンバーにも選出され2試合に出場。5回戦の対米国戦では先発した。11月の第42回明治神宮野球大会では、2回戦の対創価大学戦で0-3と敗退。大瀬良は9回159球10奪三振の熱投をみせたが、チームはこの試合で投げ合った創価大学先発小川泰弘に11三振4安打に抑え込まれた。のちに、大学時代「自分を成長させてくれた」試合としてこの試合を挙げ、冬のオフ期間中「来年、神宮で小川さんと再戦したい」という思いでトレーニングに打ち込んだと語っている。
3年時の2012年春季リーグで最優秀選手賞受賞とベストナイン選出され、チームは優勝。秋季リーグで防御率1位と敢闘賞受賞しベストナイン選出。6月に行われた第61回全日本大学野球選手権大会では、第3日で前年明治神宮大会で敗戦した創価大学と再戦の形となった。先発した大瀬良が創価大打線を3安打完封し、勝利。この試合では8回には自己最速タイの151km/hを計測した。つづく準決勝で早稲田大学に敗れベスト4。同年11 - 12月に台湾で開催された『第26回BFAアジア選手権大会』の日本代表選手に選出。第2戦となる対パキスタン戦で3回を投げて9者連続三振を奪う好投をみせた。
4年時には主将を務める。2013年春季リーグで防御率1位（0.91）と、4年間活躍し続けた。福岡六大学野球リーグの通算成績は、57試合登板で38勝5敗、防御率1.07。同年7月に開催された第39回日米大学野球選手権大会の大学日本代表に選ばれ、前回大会と合わせて2大会連続の代表選出となった。また同年の11月に台湾で行われた「2013 BASEBALL CHALLENGE 日本 VS チャイニーズ・タイペイ」において、アマチュアながら日本代表に選出された。第2戦で先発の野村祐輔に次いで登板、4-2で勝利しこの試合の勝ち投手となった。
ドラフト会議にて、東京ヤクルトスワローズ、広島東洋カープ、阪神タイガースの3球団から1位指名を受け、競合抽選の結果、広島が入団交渉権を獲得。11月16日、契約金1億円プラス出来高払い5000万円、年俸1500万円（金額は推定）で仮契約した。背番号は大瀬良が目標としている津田恒実がかつて広島在籍時に着用していた「14」。

### 広島時代

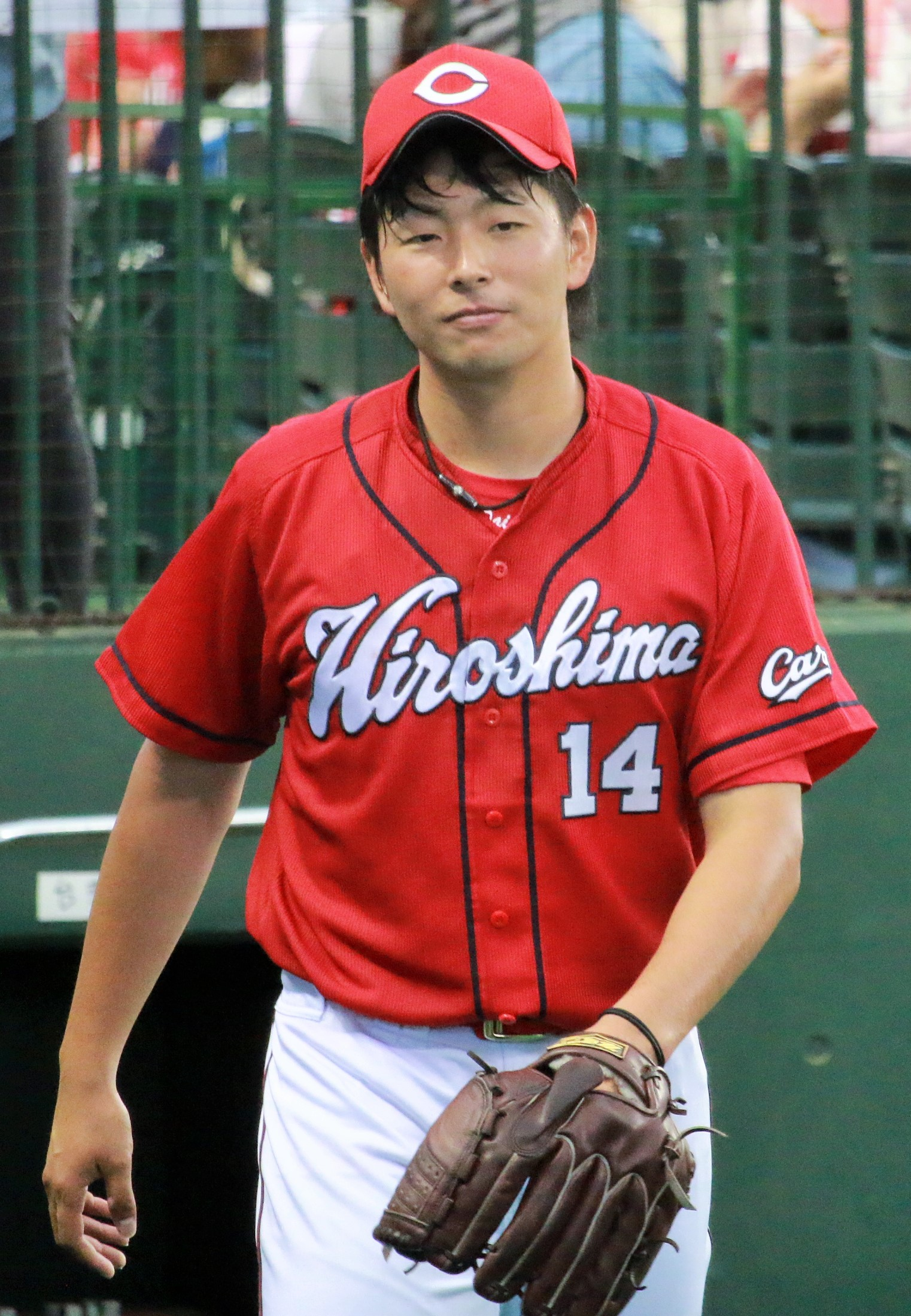
2014年6月12日 西武ドームにて

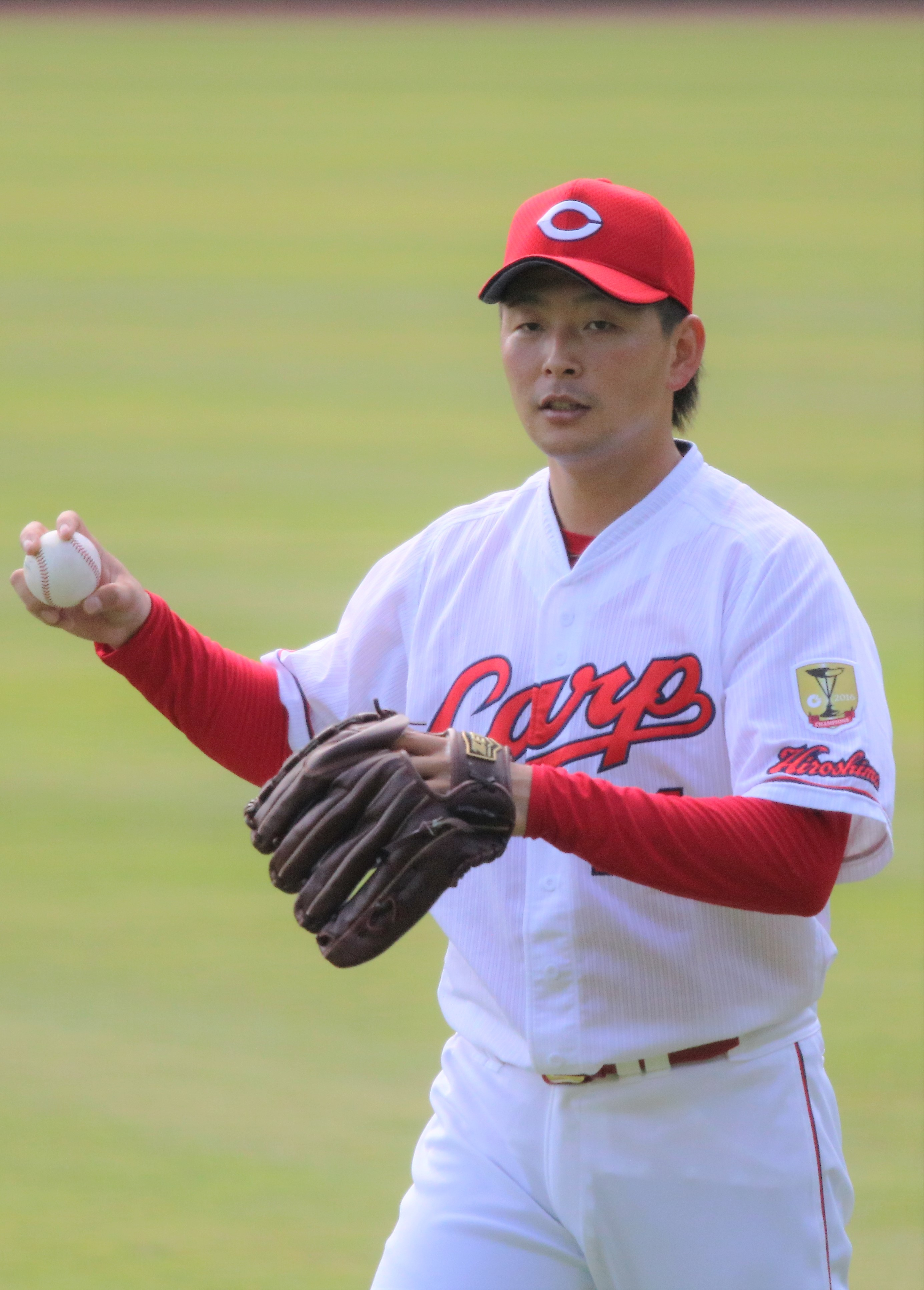
2017年11月7日 日南市天福球場

2014年は2月22日にコザしんきんスタジアム（沖縄市野球場）での対阪神戦に先発投手としてオープン戦初登板、2イニングを無失点に抑える。公式戦では、同期入団の九里亜蓮と共に、開幕から先発陣の一角を構成。複数の新人投手が開幕から先発ローテーションに入るのは、球団史上初めてであった。2試合目の登板になった4月9日の対読売ジャイアンツ戦でプロ初黒星を喫したものの、同月16日の対阪神戦（MAZDA Zoom-Zoom スタジアム広島）では、7回を5被安打1失点でプロ入り初勝利を挙げる。この試合5回裏の第2打席では、自身と同じ大卒の新人投手である岩崎優から、プロ入り初安打・初打点となる2点二塁打を放っている。5月1日の対阪神戦（甲子園）では、再び岩崎と投げ合った末に、9回にマウロ・ゴメスに中越えソロを被弾するも9回1失点でプロ初完投。さらに、同月16日の対巨人戦（東京ドーム）での勝利によって、初勝利からの5連勝を記録した。その後、勝てない時期があったものの、9月6日、対横浜DeNAベイスターズ戦（横浜スタジアム）にていわゆるスミ1で初完封勝利、9月25日の対ヤクルト戦で2桁勝利を達成した。シーズン後には福谷浩司、又吉克樹などを抑え新人王に輝いた。12月3日、前年から2000万円増となる推定年俸3500万円で契約を更改した。
2015年は2月16日に、「GLOBAL BASEBALL MATCH 2015 侍ジャパン 対 欧州代表」の日本代表に選出されたことが発表された。3月10日の第1戦に先発登板し、3回1失点の内容だった。シーズンでは開幕ローテーション入りしたものの、初登板となった3月31日のDeNA戦では初回にアーロム・バルディリスに満塁本塁打を打たれ出鼻を挫かれると、2回以降も失策が絡み3回7失点（自責点2）で降板した。不安定な投球で勝ち星に恵まれなかった。5月4日の対巨人戦でようやくシーズン初勝利を挙げるも、それ以降は勝ち星を挙げられず、1勝6敗となったところから中継ぎに配置転換された。6月10日の対埼玉西武ライオンズ戦（西武プリンスドーム）でプロ入り後初めてリリーフ登板し、リリーフ転向5試合目の登板となった6月27日の対中日ドラゴンズ戦（マツダスタジアム）でプロ入り初ホールドを挙げた。8月26日の対阪神戦（マツダスタジアム）では、9回途中から抑えの中﨑翔太に代わって登板し、プロ初セーブを挙げた。しかし終盤では打ち込まれるケースが目立ちシーズン最終戦の10月7日の対中日戦（マツダスタジアム）では8回に登板したがアンダーソン・エルナンデス、藤井淳志に適時打を打たれると、代わった中崎も投手若松駿太に適時打を許すなど3失点を喫し敗戦投手となり、この試合に敗戦したことでチームは3年連続のクライマックスシリーズ進出を逃したため、試合後ベンチで号泣した。12月9日、前年から1100万円増となる推定年俸4600万円で契約を更改した。
2016年は開幕前の2月15日に「侍ジャパン強化試合 日本 vs チャイニーズタイペイ」の日本代表26名に選出されたが、同21日に右肘の違和感のため辞退し、同23日に右肘の内側側副靭帯の部分損傷と診断され、前半戦を棒に振った。7月20日の対中日戦（マツダスタジアム）でシーズン初登板、初先発を果たすが3回4失点の内容で降板し、翌21日に出場選手登録を抹消された。その後8月12日に再昇格して以降は前年同様中継ぎとして好投を続け、チームの25年ぶりのリーグ優勝に貢献した。北海道日本ハムファイターズとの日本シリーズでも中継ぎとして2試合に登板するが、第3戦（札幌ドーム）では大谷翔平にサヨナラとなる適時打を献上し敗戦投手となっている。オフの10月31日に辞退した中﨑翔太の代替選手として「侍ジャパン 野球オランダ代表 野球メキシコ代表 強化試合」の日本代表に追加招集された。12月14日、前年から100万円減となる推定年俸4500万円で契約を更改した。
2017年は2月8日にワールド・ベースボール・クラシック日本代表において大会中に入れ替えが可能となる指名投手枠に入った。春季キャンプ中の同11日に右脇腹の違和感を訴え離脱したが、3月12日の教育リーグ対阪神戦（鳴尾浜球場）で実戦登板復帰し、3回1安打無失点と好投。その後オープン戦でも好投を続けたことで開幕ローテーション入りを果たし、8月9日の対中日戦（ナゴヤドーム）で敗戦投手になるまで開幕から無傷の7連勝を記録。最終的に新人時代以来3年ぶりの2桁勝利を達成し規定投球回に到達するなど、チームの37年ぶりのリーグ連覇に貢献した。12月19日、前年から1800万円増となる推定年俸6300万円で契約を更改した。
2018年、4月下旬から6月上旬にかけては登板6試合で6連勝。中でも5月は4試合に登板し、4勝0敗、防御率2.03を記録し、初の月間MVPを受賞した。1年間安定したピッチングを続け、15勝7敗、勝率.682で初めてのタイトルとなる、最多勝利と最高勝率を獲得した。12月14日、前年から8200万円増となる推定年俸1億4500万円で契約を更改した。
2019年、3月29日の開幕戦の対巨人戦（マツダスタジアム）で自身初の開幕投手を務め、8回無失点の好投でシーズン初勝利。前年までの同僚だった丸佳浩を4打席連続三振に抑えた。4月25日の対中日戦（マツダスタジアム）で、シーズン初完投・初完封した。オールスターには自身初のファン投票1位に選ばれた。最終的には11勝（9敗）と2桁勝利は挙げたものの、8月29日の対巨人戦（東京ドーム）で10失点を喫するなど大事な場面で打たれるケースが多く、不本意なシーズンとなった。12月11日、前年から3000万円増となる推定年俸1億7500万円で契約を更改し、広島の日本人投手最高年俸となった。
2020年は新型コロナウイルスの影響で開幕が約3か月遅れる中、2年連続となる開幕投手を務めた。開幕戦となった6月19日の横浜DeNAベイスターズ戦で、9回表に国吉佑樹からアマチュア時代を含めた公式戦初となる2点本塁打を放ち、投げても9回1失点で完投し、投打に活躍してチームを勝利に導いた。開幕戦で投手が本塁打を打つのは2008年の川上憲伸以来12年ぶりであり、同日の巨人対阪神戦3回表に本塁打を放った西勇輝に次いで日本プロ野球史上13人目、開幕戦で投手による2本塁打は史上初である。7月25日、コンディション不足を理由に出場選手登録を抹消。8月8日に一軍に復帰したものの、9月6日に再びコンディション不良を理由に出場選手登録を抹消されると、同月16日に右肘のクリーニング手術を受けた。そのままシーズンを終え、11試合登板、5勝4敗、防御率4.41に終わった。12月8日、前年から2500万円減となる推定年俸1億5000万円で契約を更改した。
2021年、投手キャプテンを務める。開幕戦では3年連続の開幕投手を務めた。シーズン中に離脱や勝ち星に恵まれない時期もあったが、最終的に規定投球回に到達し、10勝5敗、防御率3.07と安定した成績で自身2年ぶり5回目となる2桁勝利を達成した。シーズン中には国内FA権を取得したが、11月18日、3年契約で広島に残留することが決まった。大瀬良は残留の理由の1つについて、「ドラフトにかけてもらって、その時にカープから“必要だ”ということで指名していただいて、そして競合で抽選という形になったんですけど、そこで恵さん（田村スカウト）が交渉権確定のくじを引いてくれて、そこからたくさんのご縁に恵まれて今までやってこられて、そのたくさんのご縁に支えられながらここまで来ましたので、そういうご縁に背を向けることはできないかなという思いもあった。」と語った。12月14日、3000万円増となる年俸1億8000万円＋出来高払いの3年契約に、再契約金1億2000万円を加え、総額8億1000万円で契約を更改した（金額は推定）。
2022年、3・4月は3月25日のDeNAとの開幕戦（横浜スタジアム）で4年連続となる開幕投手を務め、6回2/3を投げ、3失点（自責点2）でシーズン初勝利、4月29日の対中日戦（バンテリンドーム ナゴヤ）では2安打無四球で1-0完封勝利を挙げるなど、6試合に先発登板し、2完投（1完封）を含む4勝1敗、月間防御率2.25の成績で自身2度目の月間MVPを受賞した。6月24日の対DeNA戦（横浜スタジアム）ではシーズン2度目の無四球完封勝利を飾った。前半戦だけで7勝を挙げたが、後半戦はコンディション不良により離脱を余儀なくされ、シーズン通算では23試合に登板、8勝9敗で、防御率4.72は自己ワーストの成績に終わった。3年契約の1年目を終え、オフの12月7日の契約更改では現状維持の推定年俸1億8000万円プラス出来高払いでサインした。
2023年、3月31日のヤクルトとの開幕戦（明治神宮野球場）で5年連続開幕投手を務めたが、1回二死二塁の場面で村上宗隆に2点本塁打を打たれ、5回2失点で敗戦投手となった。4月7日の対巨人戦（マツダスタジアム）で7回2失点でシーズン初勝利となり、マツダスタジアムでの対巨人戦において自身10連勝を記録した。同月14日の対ヤクルト戦（マツダスタジアム）では6回無失点で2勝目を挙げるも、翌15日に出場選手登録を抹消。その後は6月13日まで登板6試合で勝ち星を挙げられなかったが、同月24日の対巨人戦（マツダスタジアム）で7回無四球無失点で3勝目を挙げ、マツダスタジアムでの対巨人戦の連勝を11に伸ばした。8月6日の対巨人戦（マツダスタジアム）では1回・4回に岡本和真、2回に長野久義に計3本塁打を打たれるなど、5回4失点で敗戦投手となり、マツダスタジアムでの巨人戦の無敗連勝記録が11でストップした。9月13日の対ヤクルト戦（明治神宮野球場）では球団で2013年の大竹寛以来となるシーズン10敗目を喫した。シーズン通算では23試合に登板、6勝11敗、防御率3.61の成績に終わった。ポストシーズンでは、阪神とのCSファイナルステージで第2戦（阪神甲子園球場）に先発登板し、7回1失点（自責点0）であったが、後にチームは1-2で敗れた。10月27日に群馬県内の病院で右肘滑膜切除の手術を受けた。3年契約の2年目を終え、オフの11月30日の契約更改では現状維持の推定年俸1億8000万円プラス出来高払いでサインした。
2024年、6月7日に対千葉ロッテマリーンズ戦（マツダスタジアム）で史上90人目のノーヒットノーランを達成した。球団としては2012年4月6日の前田健太以来12年ぶりで、マツダスタジアムでのノーヒットノーラン達成は初めてとなった。またこの年の交流戦では、前述のロッテ戦を含む計3試合23イニングを自責点0に抑え、球団史上初となる交流戦防御率0.00を達成した。6月は4試合・29回1/3を投げて、2勝0敗、防御率0.00の成績を残し、3度目の月間MVPを受賞した。同年は25試合に登板し、6勝6敗、防御率1.86を記録。同年は1試合平均の援護点が1.76点と味方の援護に恵まれなかった。3年契約の最終年を終え、12月3日に2000万円増となる推定年俸2億円プラス出来高払いの総額5億円で2年契約を結んだ。

## 選手としての特徴
| 球種           | 配分 % | 平均球速 km/h |
| -------------- | ------ | ------------- |
| ストレート     | 33     | 145           |
| カットボール   | 31     | 137           |
| スライダー     | 12     | 125           |
| フォーク       | 10     | 136           |
| カーブ         | 9      | 115           |
| シュート       | 5      | 138           |
| チェンジアップ | 1      | 130           |

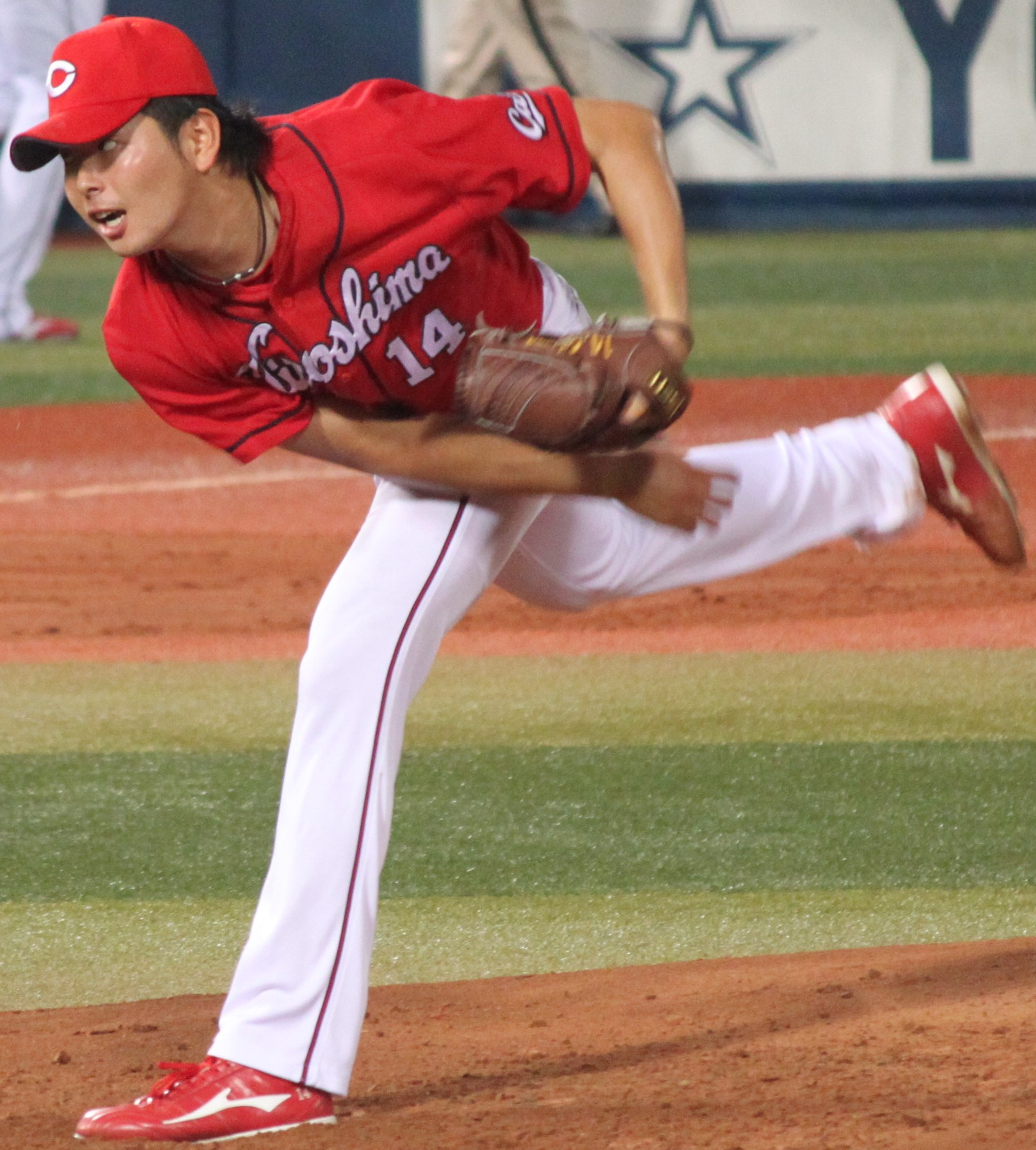
投球フォーム 2014年9月6日 横浜スタジアムにて

スリークォーターから最速154km/hのストレートを投げ込む速球派。変化球はカットボールやスライダーを軸に、時折カーブ・チェンジアップ・フォークも混ぜあわせたピッチングが特徴である。
2018年シーズンは、左手を高く上げて使うフォームに変え、球威、制球力が増し、主導権を握って投球を展開できるようになった。

## 人物
広島史上初となるCSファーストステージ第2戦の阪神対広島戦が甲子園球場で行われていた2013年10月13日、ドラフト前に休暇を利用して野球部の仲間と共に広島に訪れていた大瀬良は、パブリックビューイングが行われているマツダスタジアムに来てみたものの、事前に配られた整理券を持っていなかったために入場することができず、スタジアム周辺をうろついていた。そこに見ず知らずの男性から突然声を掛けられ、「余っているからあげるよ」と整理券を貰うという出来事があったという。この整理券で入ることが出来た球場内の、熱い声援に包まれた雰囲気に感動し、その際同行していた野球部マネージャーからカープに入れたら良いなと言われ、本人が「そうだな」と返事をしたという。
ドラフト当日は、赤いパンツを穿いていた。九州共立大学監督の仲里清の「勝負事は赤で臨め」という言葉からそのようにしたと本人は語っているが、その「赤」をチームカラーとする広島東洋カープに1位で指名されることになった。
ドラフト後の2013年12月2日から約2週間、大学での教職課程の単位を取得するため、母校・長崎日大高校にて、野球部の監督でもある金城孝夫教諭の指導のもと、高校の保健体育の教員免許取得の教育実習を行った。また、最終日の12月16日には系列の中学の生徒を含む在校生の1054人を前に講演を行い、壇上ではプロ入りの夢を実現させた体験談に熱弁を振るった。
「家族の支えが負けじ魂を支えてきました」とドラフト前に語っており、「自分が野球で家族を支える」というハングリー精神を持っている。
ピンチに強い集中力は自衛官である父親の教育による。大瀬良は父親について「礼儀などができていなければ、ものすごく怒られた」と話し、時に鉄拳も飛んでくるので、食事の時でさえ気が抜けなかった。そんなスパルタ教育によって、行儀がよくなるとともに何事に対しても集中力が養われた。それについて、「当時は怖かったけど、そうしてもらったから今の自分があるんだと思う」と父親に感謝している。
先輩である前田健太とは、ドラフトで大瀬良の広島入りが決まった時から「いろんな話をしたい」と語っており、ロッカーや新幹線の移動の席も隣で“エース道伝授”を進めている。また、移動中に実況パワフルプロ野球をプレーすることがあるが、前田がめっぽう強く大瀬良はいつも敗れている。
ファンから、先述の今村猛、入団と同じ時期に読売ジャイアンツより移籍してきた一岡竜司と共に、顔つきがカピバラに似ていることからカピバラ三兄弟と呼ばれている。地元TV局のインタビューでは「今村と共に世間でカピバラに似ていると言われているので、二人で一緒に頑張りたい。」と語り、また一岡竜司に対してTwitterでは、先輩でありながら「カピ岡さん」と呼ぶことがある。球団公式グッズでも今村・一岡とともに「カピバラ三兄弟」としてTシャツや手ぬぐい等のグッズも販売されている。
2019年1月29日、タレントの浅田真由と結婚し、シーズンオフの12月15日に結婚披露宴を行った。2022年5月13日、第一子となる男児が誕生した。2024年6月17日、第ニ子となる女児が誕生した。

## 詳細情報

### 年度別投手成績
| 年 度      | 球 団      | 登 板 | 先 発 | 完 投 | 完 封 | 無 四 球 | 勝 利 | 敗 戦 | セ 丨 ブ | ホ 丨 ル ド | 勝 率 | 打 者 | 投 球 回 | 被 安 打 | 被 本 塁 打 | 与 四 球 | 敬 遠 | 与 死 球 | 奪 三 振 | 暴 投 | ボ 丨 ク | 失 点 | 自 責 点 | 防 御 率 | W H I P |
| ---------- | ---------- | ----- | ----- | ----- | ----- | -------- | ----- | ----- | -------- | ----------- | ----- | ----- | -------- | -------- | ----------- | -------- | ----- | -------- | -------- | ----- | -------- | ----- | -------- | -------- | ------- |
| 2014       | 広島       | 26    | 26    | 3     | 1     | 0        | 10    | 8     | 0        | 0           | .556  | 648   | 151.0    | 165      | 20          | 40       | 0     | 3        | 116      | 5     | 0        | 80    | 68       | 4.05     | 1.36    |
| 2015       | 広島       | 51    | 9     | 2     | 0     | 0        | 3     | 8     | 2        | 20          | .273  | 475   | 109.1    | 111      | 5           | 31       | 0     | 1        | 97       | 4     | 0        | 53    | 38       | 3.13     | 1.30    |
| 2016       | 広島       | 17    | 1     | 0     | 0     | 0        | 3     | 1     | 0        | 4           | .750  | 87    | 21.2     | 15       | 2           | 6        | 0     | 1        | 24       | 1     | 0        | 8     | 8        | 3.32     | 0.97    |
| 2017       | 広島       | 24    | 24    | 0     | 0     | 0        | 10    | 2     | 0        | 0           | .833  | 617   | 145.2    | 143      | 12          | 43       | 0     | 1        | 109      | 9     | 0        | 68    | 59       | 3.65     | 1.28    |
| 2018       | 広島       | 27    | 27    | 2     | 0     | 1        | 15    | 7     | 0        | 0           | .682  | 727   | 182.0    | 143      | 22          | 41       | 2     | 4        | 159      | 4     | 0        | 65    | 53       | 2.62     | 1.01    |
| 2019       | 広島       | 26    | 25    | 6     | 2     | 3        | 11    | 9     | 0        | 0           | .550  | 712   | 173.1    | 176      | 22          | 35       | 2     | 4        | 136      | 4     | 0        | 72    | 68       | 3.53     | 1.22    |
| 2020       | 広島       | 11    | 11    | 2     | 0     | 0        | 5     | 4     | 0        | 0           | .556  | 272   | 63.1     | 70       | 6           | 14       | 1     | 1        | 38       | 0     | 0        | 33    | 31       | 4.41     | 1.33    |
| 2021       | 広島       | 23    | 23    | 1     | 1     | 0        | 10    | 5     | 0        | 0           | .667  | 600   | 146.2    | 136      | 12          | 31       | 2     | 5        | 102      | 1     | 0        | 57    | 50       | 3.07     | 1.14    |
| 2022       | 広島       | 23    | 23    | 3     | 2     | 3        | 8     | 9     | 0        | 0           | .471  | 583   | 135.1    | 156      | 18          | 27       | 2     | 2        | 97       | 0     | 0        | 73    | 71       | 4.72     | 1.35    |
| 2023       | 広島       | 23    | 23    | 0     | 0     | 0        | 6     | 11    | 0        | 0           | .353  | 539   | 129.2    | 117      | 15          | 33       | 4     | 4        | 103      | 2     | 0        | 53    | 52       | 3.61     | 1.16    |
| 2024       | 広島       | 25    | 23    | 2     | 1     | 0        | 6     | 6     | 0        | 0           | .500  | 627   | 155      | 118      | 5           | 49       | 3     | 3        | 98       | 0     | 0        | 37    | 32       | 1.86     | 1.08    |
| 通算：11年 | 通算：11年 | 276   | 217   | 21    | 7     | 7        | 87    | 70    | 2        | 24          | .554  | 5887  | 1413     | 1350     | 139         | 350      | 16    | 29       | 1079     | 30    | 0        | 599   | 530      | 3.38     | 1.20    |

- 2024年度シーズン終了時
- 各年度の太字はリーグ最高

### 年度別投手（先発）成績所属リーグ内順位
| 年 度 | 年 齢 | リ ｜ グ   | 完 投 | 完 封 | 勝 利 | 勝 率 | 投 球 回 | 奪 三 振 | 防 御 率 |
| ----- | ----- | ---------- | ----- | ----- | ----- | ----- | -------- | -------- | -------- |
| 2014  | 23    | セ・リーグ | 1位   | 3位   | 4位   | -     | -        | 8位      | -        |
| 2015  | 24    | セ・リーグ | 6位   | -     | -     | -     | -        | -        | -        |
| 2016  | 25    | セ・リーグ | -     | -     | -     | -     | -        | -        | -        |
| 2017  | 26    | セ・リーグ | -     | -     | 7位   | 3位   | -        | -        | 8位      |
| 2018  | 27    | セ・リーグ | 3位   | -     | 1位   | 1位   | 2位      | 2位      | 3位      |
| 2019  | 28    | セ・リーグ | 1位   | 2位   | 3位   | 6位   | 2位      | 5位      | 7位      |
| 2020  | 29    | セ・リーグ | 4位   | -     | -     | -     | -        | -        | -        |
| 2021  | 30    | セ・リーグ | 7位   | 3位   | 5位   | 2位   | 6位      | 10位     | 5位      |
| 2022  | 31    | セ・リーグ | 4位   | 1位   | -     | -     | -        | -        | -        |
| 2023  | 32    | セ・リーグ | -     | -     | -     | -     | -        | -        | -        |
| 2024  | 33    | セ・リーグ | 4位   | 4位   | -     | 10位  | 6位      | -        | 4位      |

- -は10位未満

### 年度別守備成績
| 年 度 | 球 団 | 投手  | 投手  | 投手  | 投手  | 投手  | 投手     |
| 年 度 | 球 団 | 試 合 | 刺 殺 | 補 殺 | 失 策 | 併 殺 | 守 備 率 |
| ----- | ----- | ----- | ----- | ----- | ----- | ----- | -------- |
| 2014  | 広島  | 26    | 7     | 28    | 0     | 1     | 1.000    |
| 2015  | 広島  | 51    | 2     | 11    | 4     | 0     | .765     |
| 2016  | 広島  | 17    | 0     | 3     | 0     | 0     | 1.000    |
| 2017  | 広島  | 24    | 14    | 17    | 1     | 2     | .969     |
| 2018  | 広島  | 27    | 10    | 27    | 0     | 2     | 1.000    |
| 2019  | 広島  | 26    | 6     | 30    | 0     | 0     | 1.000    |
| 2020  | 広島  | 11    | 5     | 9     | 0     | 0     | 1.000    |
| 2021  | 広島  | 23    | 5     | 23    | 1     | 0     | .966     |
| 2022  | 広島  | 23    | 11    | 16    | 0     | 2     | 1.000    |
| 2023  | 広島  | 23    | 2     | 16    | 0     | 2     | 1.000    |
| 2024  | 広島  | 25    | 7     | 24    | 2     | 2     | .939     |
| 通算  | 通算  | 276   | 69    | 204   | 8     | 11    | .971     |

- 2024年度シーズン終了時

### タイトル
- 最多勝利：1回（2018年）
- 最高勝率：1回（2018年）[注 3]

### 表彰
- 新人王（2014年）
- 月間MVP：3回（投手部門：2018年5月[47]、2022年3・4月[65][66]、2024年6月[82]）
- 最優秀バッテリー賞：1回（2018年 捕手：會澤翼）
- 月間最優秀バッテリー賞：1回（2021年オープン戦 捕手：會澤翼）
- 報知プロスポーツ大賞：1回（2018年）

### 記録
初記録
投手記録
- 初登板・初先発登板：2014年4月2日、対東京ヤクルトスワローズ2回戦（MAZDA Zoom-Zoom スタジアム広島）、7回2失点で勝敗つかず[116]
- 初奪三振：同上、3回表に古野正人から見逃し三振[117]
- 初勝利・初先発勝利：2014年4月16日、対阪神タイガース2回戦（MAZDA Zoom-Zoom スタジアム広島）、7回1失点[118]
- 初完投・初完投勝利：2014年5月1日、対阪神タイガース6回戦（阪神甲子園球場）、9回8安打2四球1失点7奪三振[119]
- 初完封勝利：2014年9月6日、対横浜DeNAベイスターズ20回戦（横浜スタジアム）、9回5安打10奪三振[120]
- 初ホールド：2015年6月27日、対中日ドラゴンズ9回戦（MAZDA Zoom-Zoom スタジアム広島）、8回表に2番手で救援登板、1回無失点[121]
- 初セーブ：2015年8月26日、対阪神タイガース15回戦（MAZDA Zoom-Zoom スタジアム広島）、9回表一死に3番手で救援登板・完了、2/3回を無失点[122]

打撃記録
- 初安打・初打点：2014年4月16日、対阪神タイガース2回戦（MAZDA Zoom-Zoom スタジアム広島）、6回裏に岩崎優から左2点適時二塁打[118]
- 初本塁打：2020年6月19日、対横浜DeNAベイスターズ1回戦（横浜スタジアム）、9回表に国吉佑樹から右越2ラン[123]
- 初盗塁：2023年7月1日、対東京ヤクルトスワローズ11回戦（明治神宮野球場）、3回表に二盗（投手：ディロン・ピーターズ、捕手：中村悠平）[124]

節目の記録
- 1000投球回：2022年4月1日、対中日ドラゴンズ1回戦（バンテリンドーム ナゴヤ）、1回裏一死目に大島洋平を二ゴロ ※史上361人目[125]
- 1000奪三振：2024年5月8日、対阪神タイガース7回戦（阪神甲子園球場）、6回裏に佐藤輝明から空振り三振 ※史上157人目[126]

その他の記録
- 初対戦から同一カード12連勝：2019年7月26日、対東京ヤクルトスワローズ15回戦（明治神宮野球場） ※史上3人目、セ・リーグ記録[127][128]
- ノーヒットノーラン：2024年6月7日、対千葉ロッテマリーンズ1回戦（MAZDA Zoom-Zoom スタジアム広島）、5四球 ※史上90人目、102度目[80]
- オールスターゲーム出場：3回（2018年、2019年、2024年）
- 開幕投手：5回（2019年 - 2023年）

### 背番号
- 14（2014年 - ）

### 登場曲
- 「大地〜炎のナンバー〜」松前香帆（2014年7月1日 - ）
- 「キャンプだホイ」こおろぎ'73（2020年 - ）※打席時

### 代表歴
- 2012年アジア野球選手権大会日本代表
- 2013年日米大学野球選手権大会日本代表

## 関連情報

### メディア出演
- GET SPORTS「九州共立大学 大瀬良大地 ドラ1候補 大学No.1ピッチャーの全貌」（2013年8月18日、テレビ朝日系列）
- ドラフト緊急生特番!お母さんありがとう（2013年10月24日、TBSテレビ）
- アスリートの魂「魂のストレート 広島 大瀬良大地」（2015年7月4日、NHK BS1）
- テレメンタリー2020「世界一のマーメイド」（2020年1月11日、テレビ朝日系列 / 制作：長崎文化放送）語り

### CM
- 創建ホーム（2016年 - 2021年）
  - 「檜ストロング構法」大瀬良篇（2016年）
  - 「夢を創る、心で創る」大瀬良篇（2016年）
  - 「STRONG!HIROSHIMA」大瀬良篇（2017年）
  - 「想いを、ともに」大瀬良篇（2018年）
  - 「HIROSHIMA PRIDE」大瀬良篇（2019年）
  - 「CHANGE THE MOTION」大瀬良篇（2020年）
  - 「GO BEYOND」大瀬良篇（2021年）
- 広島県 ひろしまの森づくり事業（2016年 - 2020年）
- 中国電力（2019年 - 2021年） - カープカピバラ三兄弟として今村猛投手、一岡竜司投手と出演
  - 「カピバラ三兄弟 オニテンジク編」（2019年）
  - 「カピバラ三兄弟 草原の支配者編」（2019年）
  - 「カピバラ三兄弟 ちゅ～ちゅ～ポイント編」（2020年）
  - 「カピバラ三兄弟 だいちいちいだポイント編」（2020年）
  - 「カピバラ三兄弟 バリバリバリってるポイント編」（2021年）
- キリン一番搾り（2019年・2020年）

### 著書
- 『大瀬良大地メッセージBOOK 大地を拓く』廣済堂出版、2016年2月。ISBN 978-4331520017。